# Breternitz
Das Dorf Breternitz liegt im Thüringer Wald und gehört seit dem 9. April 1994 zur Gemeinde Kaulsdorf.

## Lage
Der Ort liegt etwa fünf Kilometer Luftlinie südöstlich der Kreisstadt Saalfeld/Saale im Bereich der Saaleschleifen in hochwassergeschützer Lage. Südlich und östlich der Ortslage befinden sich die Berge Muckel (359 m ü. NN) und Mockel (359,1 m ü. NN).
Mit dem Nachbarort Fischersdorf auf der anderen Saaleseite ist es durch eine Brücke verbunden. Eine Neubausiedlung am Ortsrand wurde nach 1995 erschlossen und gebaut.

## Geschichte
Breternitz wurde im Jahre 1074 erstmals erwähnt. Neben der Landwirtschaft hatten auch der Fischfang und der Kupferbergbau eine gewisse Bedeutung für den Ort. Die meisten Menschen arbeiten in der nahegelegenen Stadt Saalfeld oder in Kaulsdorf. Der Ort hat eine Kirche sowie einen Haltepunkt. Bis 1918 lag der Ort im Leutenberger Gebiet der Oberherrschaft des Fürstentums Schwarzburg-Rudolstadt.

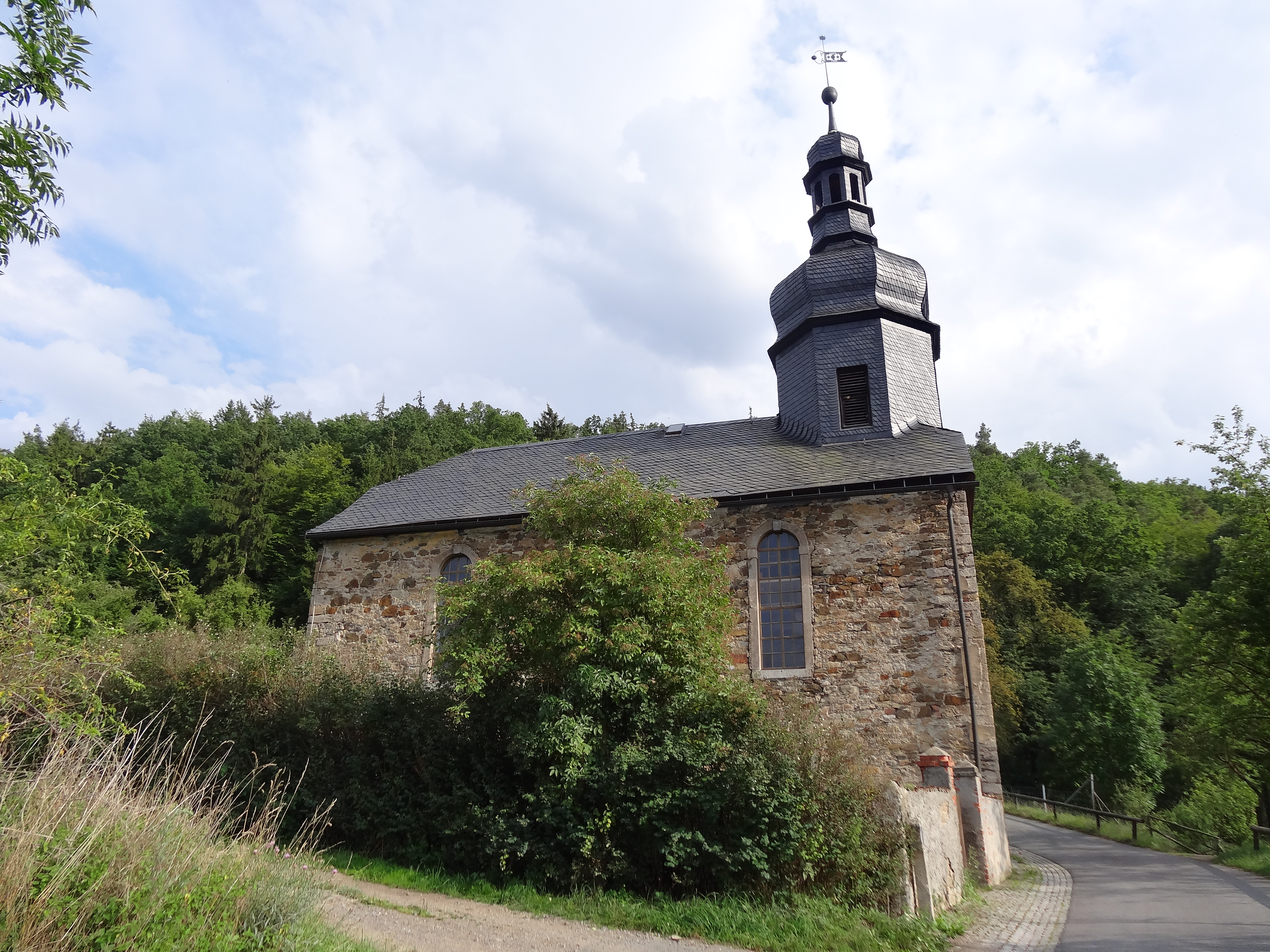
Breternitzer Dorfkirche

## Verkehr

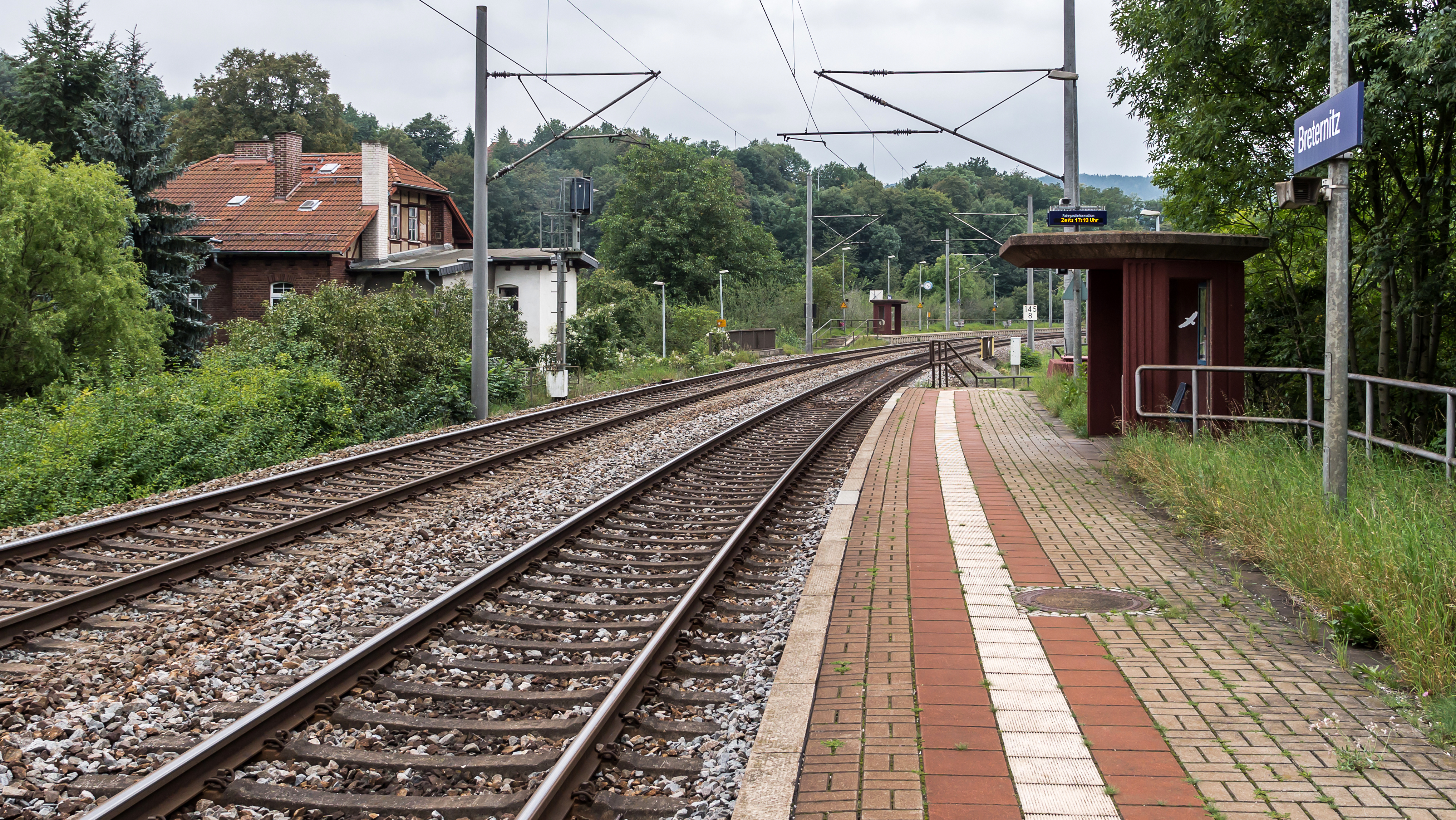
Breternitzer Bahnhof

Der Haltepunkt Breternitz liegt an der Bahnstrecke Leipzig–Probstzella. Das Dorf liegt auch nur etwas über 1 km von der B 85 von Saalfeld in Richtung Kronach sowie an einem internationalen Bergwanderweg und Radwanderweg. Des Weiteren existiert ab Fischersdorf eine Busverbindung nach Saalfeld und Kaulsdorf.

## Sport
Es gibt den Verein SG Saaletal 51 mit den Sparten Fußball (2 Mannschaften) und Turnen. Die erste Fußballmannschaft spielt in der 1. Kreisklasse.
Jährlicher kultureller Höhepunkt ist die im September stattfindende Kirmes. Besonders die inzwischen weithin bekannten Abend-Showprogramme (gestaltet von den
Mitgliedern des Sportvereines und anderen Interessierten) sind in den letzten zehn Jahren ein großer Anziehungspunkt geworden.